# Hitachi Magic Wand

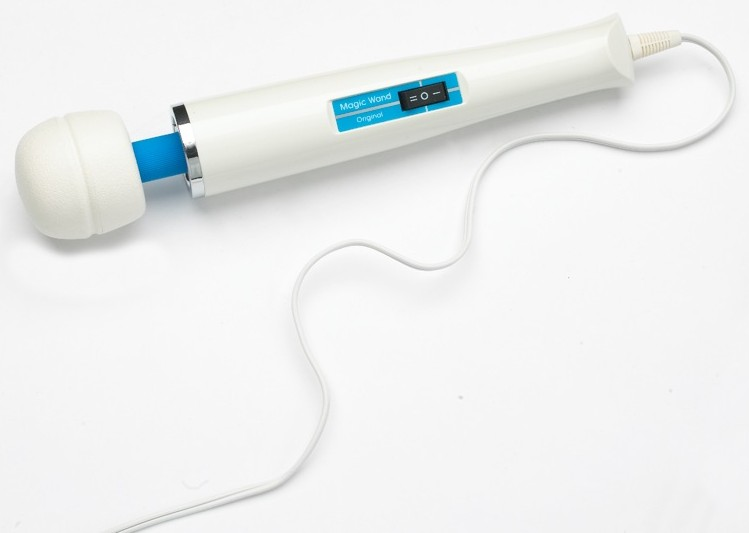
Hitachi Magic Wand

Der Hitachi Magic Wand (später umbenannt in Magic Wand Original und Original Magic Wand, verkürzt auch Magic Wand genannt) ist ein elektrisch betriebenes, stabförmiges Massagegerät mit einem vibrierenden Kopfteil. Das Gerät wurde ursprünglich entwickelt zur Behandlung von Muskelverspannungen und erlangte später Bekanntheit durch seine Einsatzmöglichkeit als Vibrator zur klitoralen Stimulation.
Der Magic Wand ist 30 cm lang und wiegt 540 Gramm. Der Durchmesser des gummierten Massagekopfes beträgt 64 Millimeter. Das Gerät benötigte ursprünglich ein Kabel zur Stromversorgung. Inzwischen wird mit dem „Magic Wand Rechargeable“ auch eine mit Akku betriebene Ausführung angeboten.

## Geschichte
Die japanische Firma Hitachi meldete das Gerät in den Vereinigten Staaten erstmals 1968 als Wortmarke, und im Jahre 1972 als US Design-Patent an. Das ursprüngliche Einsatzgebiet bestand laut Hersteller in der Linderung von Rückenschmerzen. Bald darauf entdeckte jedoch die Sexualtherapeutin Betty Dodson die Möglichkeit, den Magic Wand als Masturbationshilfe für Frauen einzusetzen. In ihrer Funktion als Therapeutin unterrichtete sie Frauen mit sexuellen Funktionsstörungen darin, die Vibration des Magic Wands zur klitoralen Stimulation einzusetzen. Bei der sogenannten Betty-Dodson-Methode wird ein Handtuch auf den entkleideten Schambereich gelegt und der Magic Wand mit seinem vibrierenden Kopfteil auf Höhe der Klitoris sanft angedrückt. Dies wird so lange beibehalten, bis die Frau den Orgasmus erreicht. In seiner Funktion als Hilfestellung bei der Selbstbefriedigung erlangte der Massagestab in den kommenden Jahrzehnten zunehmende Beliebtheit. Vom Hersteller Hitachi wurde das Gerät dabei bis 1999 ausschließlich als Massagegerät zur Gesundheitsvorsorge beworben.
Nach Erwähnung in einer Sex-and-the-City-Folge im Jahr 2002 wurde das Produkt einem breiteren Publikum als Sexspielzeug bekannt und war kurz darauf in den USA ausverkauft. Im Jahr 2013 entschied Hitachi, die Produktion einzustellen, da man befürchtete, dass der Konzern mit der Produktion von Sexspielzeug in Verbindung gebracht werden könnte. Der amerikanische Distributor Vibratex überzeugte Hitachi, das Gerät weiter zu produzieren. Es wurde in der Folgezeit unter dem Namen „Original Magic Wand“ vertrieben. 2014 erfolgte eine weitere Namensänderung in „Magic Wand Original“.

## Einsatz in der Sexualtherapie
In verschiedenen wissenschaftlichen Studien konnte der Nutzen des Gerätes bei der Behandlung von Erregungsstörungen und anderen sexuellen Funktionsstörungen nachgewiesen werden. So ermittelten etwa McMullen und Rosen in einer 1979 durchgeführten Untersuchung zur Behandlung von Erregungsstörungen der Frau, dass Masturbation unter Zuhilfenahme des Magic Wands die beste der untersuchten Methoden zur Erreichung eines Orgasmus war. Auch in einem 2008 erschienenen Übersichtsartikel zeigte sich, dass 93 % der Probandinnen aus einer Stichprobe von 500 an chronischer Anorgasmie leidender Frauen mit Hilfe des Magic Wands und der Betty-Dodson-Methode einen Orgasmus erreichen konnten.

## Rezeption
Bekannte Sexualtherapeutinnen, wie zum Beispiel Ruth Westheimer, empfehlen Frauen das Gerät zur Verbesserung ihres Sexuallebens. 1996 berichtete auch die Frauenzeitschrift Cosmopolitan über den Magic Wand als Hilfsmittel bei der Masturbation. Das Technikblog Engadget beschrieb den Magic Wand als das Sexspielzeug mit dem höchsten Wiedererkennungswert der Welt.

## Belege
1. ↑  Gebrauchsmuster  USD228473: Massager. Angemeldet am 14. April 1972, veröffentlicht am 25. September 1973, Anmelder: Hitachi Ltd, Erfinder: Yasuhiro Koshido, Kiyoteru Kamiya (US Design-Patent).‌
2. ↑  
Julie Peasgood: The Greatest Guide to Sex. Greatest Guides Limited, 2012; S. 21. ISBN 978-1-907906-02-2.
3. ↑  
Hilda Hutcherson: The Hitachi Magic Wand. Pleasure: A Woman's Guide to Getting the Sex You Want, Need and Deserve. Perigee Trade, 2006; S. 223–224. ISBN 978-0-399-53286-3.
4. 1 2  
Christopher Trout: The 46-year-old sex toy Hitachi won't talk about. Engadget, 28. August 2014. archivierte Version.
5. 1 2  
S. McMullen, R.C. Rosen: Self-administered masturbation training in the treatment of primary orgasmic dysfunction. Journal of Consulting and Clinical Psychology 47 (5), Oktober 1979, S. 912–918. doi:10.1037/0022-006x.47.5.912. PMID 574521.
6. 1 2  
Pia Struck, Søren Ventegodt: Research Article: Clinical Holistic Medicine: Teaching Orgasm for Females with Chronic Anorgasmia using the Betty Dodson Method. The Scientific World Journal, Hindawi Publishing Corporation, 8, 2008, S. 883–895. doi:10.1100/tsw.2008.116
7. ↑  
Bat Sheva Marcus: Changes in a Woman's Sexual Experience and Expectations Following the Introduction of Electric Vibrator Assistance. The Journal of Sexual Medicine 8 (12), Dezember 2011; S. 3398–3406. doi:10.1111/j.1743-6109.2010.02132.x PMID 21205230.
8. ↑  
Catherine Eaton: Be you own best sex teacher. Cosmopolitan 220 (5), Mai 1996, S. 108. ISSN 0010-9541.